# Óscar Contardo
Óscar Alejandro Contardo Soto (Curicó, 16 de mayo de 1974) es un periodista y escritor chileno.

## Carrera
Estudió periodismo en la Universidad de Chile. Entre 1996 y 2010 formó parte del suplemento «Artes y Letras» de El Mercurio. Participó de los talleres de la Fundación Nuevo Periodismo Iberoamericano sobre periodismo cultural, dictado por Héctor Feliciano (2004), y de perfiles de Jon Lee Anderson (2006).
Autor de libros de crónica, sus obras más destacadas han sido Siútico (2008), donde trata el fenómeno del clasismo y arribismo en Chile, que vendió 30 mil copias, y Raro (2011), un relato de la historia de la homosexualidad en Chile, por el cual fue nominado al «Mejor Ensayo Literario» en los Premios Altazor 2012.

En gran medida hice el libro [Raro] con el propósito de dejarle un registro a un Óscar que nazca hoy y que pueda tener una mejor vida que la que yo tuve y de la que tuvieron los homosexuales más viejos, sin voz ni derecho a una identidad.
Óscar Contardo, 2015.

Su libro Antes de que fuera octubre, sobre los antecedentes del estallido social en Chile, ganó el premio a mejor ensayo en los Premio Mejores Obras Literarias Publicadas de 2021, otorgados por el Consejo Nacional del Libro y la Lectura.
También es columnista en medios como el diario La Tercera y la revista Caras.

## Obras
- La era ochentera: tevé, pop y under en el Chile de los ochentas (2005), en coautoría con Macarena García.
- Siútico: arribismo, abajismo y vida social en Chile (2008)
- Raro: una historia gay de Chile (2011)
- Volver a los 17, recuerdos de una generación en dictadura (editor, 2013)
- Luis Oyarzún: un paseo con los dioses (2014)
- Rebaño (2018)

- Antes de que fuera octubre (2020)

- LOCA FUERTE. Retrato de Pedro Lemebel (2022)
- Clase media (Paidós - 2022)